# Meråker
Meråker là một đô thị ở hạt Trøndelag, Na Uy. Đô thị này thuộc vùng Stjørdalen. Trung tâm hành chính của đô thị này là làng Meråker. Phía bắc giáp Verdal, phía tây giáp Stjørdal, phía nam giáp Selbu và Tydal, phía đông giáp Thụy Điển.
Trung tâm hành chính của Meråker có cự ly khoảng 20 km so với Storlien ở Thụy Điển và 46 km so với trung tâm Stjørdal. Kinh tế địa phương gồm công nghiệp và nông nghiệp.
Meråker được lập thành đô thị vào ngày 1 tháng 1 năm 1874 khi đô thị Øvre Stjørdal được chia ra thành 2 đô thị Hegra và Meråker.
Đô thị (ban đầu là một giáo khu) đã được đặt tên theo nông trang cũ Meråker (viết là "Mørakre" khoảng năm 1430), do nhà thờ đầu tiên đã được xây dựng ở đó.

## Cư dân nổi bật
- Frode Estil (sinh 1972), vận động viên trượt tuyết
- Tor Arne Hetland
- Helge Ingstad (1899–2001), tác gia, nhà khảo cổ
- Magnar Lundemo (1938–1987), vận động viên trượt tuyết
- Petter Northug